# Esperança Cobo i Arnal
Esperança Cobo i Arnal   (Tarragona, 9 de juliol de 1970) és una artista visual catalana versada en fotografia, instal·lació i vídeo.
Llicenciada en Belles Arts per la Universitat de Barcelona i tècnica superior d'Arts Plàstiques i Disseny en l'especialitat de Fotografia Artística per l'Escola d'Art i Disseny de la Diputació de Tarragona (EADT). Beca Erasmus a la West England Faculty of Art, Media and Design (Bristol, Regne Unit).
Inicia la seva activitat en el món de la fotografia amb les exposicions col·lectives, Narcís li deien...,al Centre Cívic Mas Abelló de Reus i Obertura, organitzada per l'Escola d'Art i Disseny de Tarragona, paral·lela a la Primavera Fotogràfica 2000. Rufino Mesa introdueix les seves sèries fotogràfiques com "sistemes bàsics per entrar en la complexitat del pensament d´una dona que juga i ironitza amb el seu propi jo i que, en el seu trajecte, ajuda i alimenta l'aura de la pròpia imatge. Al 2001 fa la seva primera mostra individual, Preàmbul, a l'Antic Ajuntament de Tarragona que materialitza en una posada en escena d'instal·lació fotogràfica. Tal com comenta Lluís Vives al catàleg de l'exposició, "la seva obra ens remet a una reconsideració, gairebé obsessiva, de l'estat previ del seu treball. Tot el seu treball anterior com a tema i objecte de contemplació, el mitjà fotogràfic fixa una imatge que és més forta que el propi record; i dibuixa un passat que, si bé va tenir origen en una representació, per la màgia de la fotografia esdevé una realitat". L'any següent, Cobo, fou una de les artistes de Catalunya seleccionades per integrar el dossier Cataluña 1/2 artistas y ensayos. Cincuenta de entre mil artistas en Cataluña. Pren part de la Biennal Visions de futur, que agrupa 95 artistes i 33 centres d'art contemporani de Catalunya. Durant l'any 2004 participa en la Primavera Fotogràfica a l'espai Art-Loft dins la col·lectiva Fotografiar l'espai, una de les seves peces va ser premi adquisició del Fons d'Art Contemporani dels Museus de Reus. Participació a la mostra de creació col·lectiva "Cadàvers exquisits...un pretext" al Museu d´Art Modern de Tarragona. Conjuntament amb el poeta Xavier Farré conceben el llibre Llocs comuns de la col·lecció la imatge que parla.
Destacar una mostra en la seva trajectòria Private life, presentada a la Capella de Sant Roc de Valls i al centre d'art contemoprani Spike Island a Bristol el 2005. És un treball en el que l'artista explora il·legalment els interiors burgesos a través dels grans finestral de les típiques cases de classe mitjana anglesa. Després d'amassar centenars de vistes interiors, Cobo va generar un joc crític al retornar anònimament la privacitat robada als seus propietaris amb el format de petites postals sense destinatari ni remitent. El debat del projecte artístic se centra en l'escenografia del confort capitalista i es transcriu als objectes-subjectes que envaeixen el domini privat. L'any 2006 dirigeix i realitza al Delta de l'Ebre el documental Territoris d'aigua presentat al festival de vídeo creació Strobe i becat per l'Entitat de Difusió Cultural de la Generalitat de Catalunya.
L'any 2008 va participar en la mostra We used to be painters, a l'Artspace Bridewell Island al Regne Unit, en la qual presenta un vídeo, Territorials borders i un treball fotogràfic i fílmic, Locus amoenus. Assumpta Rosés comenta que l'artista mitjançant el gènere narratiu, «pretén fer uns contes irònics de l'home urbà que cerca paisatges naturals com un transeünt intrús del medi rural, totalment descontextualitzat». 66 Lime Road, premi Carles Mani d'arts visuals 2007, és el títol de la mostra que presenta als Serveis Territorials de Catalunya i a Southbank Bristol l'any 2011, una sèrie de retrats de persones nues vistes d'esquena, parelles, individus solitaris, un ventall d'edats i pells mirant des de l'espai privat l'espai públic. Hi reflecteix, tal com comenta l'artista, temes recurrents en la seva producció, com són "la identitat calidoscòpica, la imatge com a mirall concàu de la realitat, l'escenografia controlada i anteriorment dibuixada, les accions i actituds relacionals".
L´any 2013 forma part de la 1a Biennal d Art Contemporani ExPortArt- ImPortArt del Port de Tarragona (CEMAPT). Beca de Transmissions, Künstainer, 2015, al projecte artístic Fuga en Blau, ha sigut un dels treballs de l'artista en col·laboració amb el fotògraf Lluc Queralt. Junts van crear un taller de fotografia amb els interns del Centre Penitenciari de Tarragona. Al mateix any amb Roger Conesa presenten un experiment artístic i col·laboratiu Art-thròpolis, univers artròpode, un format auditiu impulsat pel Teler de Llum, Centre d'Art Contemporani de Tarragona. Arthròpolis es compon de tres peces musicades enfocades per ser emeses per la ràdio; l'originalitat del format és per la utilització d'una web on es registra un banc d’emissions sonores d'artròpodes, depenent del departament de la Facultat de Biologia de la Universitat Complutense de Madrid.
Participa al 2016 a l'exposició 'Plural femení. Fotografia-Audiovisual' presentada al Museu d’Art Modern (MAMT) de la Diputació de Tarragona, una mostra d’art creat per dones del Camp de Tarragona i les Terres de l’Ebre, en el marc dels actes per commemorar els 40 anys d’aquest espai cultural.